# Gavúnkovití
Gavúnkovití (Bedotiidae) je čeleď paprskoploutvých ryb z řádu gavúni (Atheriniformes). Čeleď gavúnkovití je endemitem sladkých vod lesů východního Madagaskaru. Zahrnuje dva rody, Bedotia (gavúnek) a Rheocles.

## Taxonomie
- Bedotia (gavúnek)
- Rheocles